# Darja Mosjynska
Darja Ruslanivna Mosjynska (ukrainska: Дар'я Русланівна Мошинська), född 31 oktober 2007, är en ukrainsk konstsimmare.

## Karriär
I juni 2022 vid VM i Budapest var Mosjynska en del av Ukrainas lag som tog guld i fri kombination och highlight. I augusti 2022 vid EM i Rom var hon en del av det ukrainska laget som tog guld i fri kombination och i highlight.
I juni 2023 vid europeiska spelen i Kraków-Małopolska var Mosjynska en del av Ukrainas lag som tog silver i det akrobatiska lagprogrammet. Följande månad vid VM i Fukuoka var hon en del av Ukrainas lag som tog brons i det fria lagprogrammet.
I februari 2024 vid VM i Doha var Mosjynska en del av Ukrainas lag som tog silver i det akrobatiska lagprogrammet. Vid konstsim-EM 2025 i Funchal var hon en del av Ukrainas lag som tog silver i både det tekniska och akrobatiska lagprogrammet.